# Boukoumbé
Boukoumbè è una città situata nel dipartimento di Atakora nello Stato del Benin con 69 954 abitanti (stima 2006).

## Geografia fisica
Confina a nord con i comuni di Cobly e Tanguiéta, a sud con Copargo, ad est con Toucountouna, Kouandé e Natitingou e ad ovest con il Togo.

## Amministrazione
Il comune è formato dai seguenti 7 arrondissement formati da 71 villaggi:
- Boukoumbé
- Dipoli
- Korontière
- Kossoucoingou
- Manta
- Natta
- Tabota

## Società

### Religione
La maggioranza della popolazione segue religioni locali (92,8%), seguita dal cattolicesimo (3,9%) e dalla religione musulmana (1,7%).

## Economia
La coltivazione del cotone è l'attività principale del comune e viene praticato anche l'allevamento di bovini e ovini mentre è poco sviluppata la pesca. Nelle zone montagnose sono presenti giacimenti di sabbia e ghiaia.

### Turismo
Tra le bellezze naturali si segnalano i siti panoramici del Koussoucoingou e si svolgono numerosi festival di tradizione e folklore locali.